# Konrad Wysocki
Konrad Wysocki (Rzeszów, 28 de março de 1982) é um basquetebolista profissional alemão, atualmente joga no Crailsheim Merlins.

## Carreira
Wysocki integrou o elenco da Seleção Alemã de Basquetebol nas Olimpíadas de 2008